# Fast Car (Tracy-Chapman-Lied)
Fast Car ist ein Song der afroamerikanischen Musikerin Tracy Chapman aus dem Jahr 1988, der wesentlich zu Chapmans internationalem Durchbruch beitrug und in den folgenden Jahrzehnten von mehreren anderen bedeutenden Musikern gecovert wurde. 2023 erzielte der Country-Musiker Luke Combs einen großen Erfolg mit dem Stück.

## Inhalt
Das in Chapmans Originalversion sparsam instrumentierte, von Akustikgitarre und Gesangsstimme beherrschte Stück handelt von dem Versuch der Ich-Erzählerin, gemeinsam mit ihrem Lebenspartner im Sinn des American Dream eine Zukunft aufzubauen und materieller Armut und sozialem Elend zu entkommen. Man erfährt, dass Ursache ihrer Armut das Scheitern der Ehe ihrer Eltern war, da sich der Vater dem Alkohol hingegeben und die Mutter ihn deshalb verlassen hatte. Aus Pflichtgefühl hatte die Ich-Erzählerin daraufhin die Schule vorzeitig verlassen, um sich um ihren Vater zu kümmern und eine schlecht bezahlte Stelle in einem Convenience Store angenommen. Es kriselt aber auch in ihrer eigenen Beziehung, weil der Partner sich ebenfalls zu wenig für ihre Zukunft und ihre gemeinsamen Kinder interessiert, sondern lieber trinkt und mit seinen Freunden ausgeht. Daher stellt sie ihn vor die Wahl, entweder so weiterzumachen oder einfach zu verschwinden. Seine Entscheidung bleibt offen.

## Geschichte

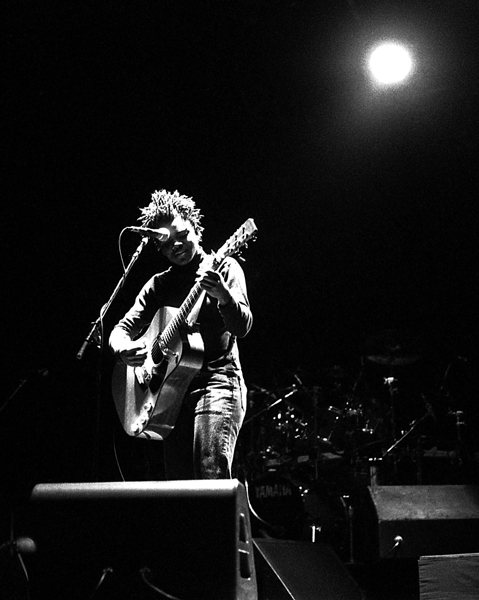
Tracy Chapman (1988)

Fast Car wurde auf Chapmans mit ihrem Namen betitelten Debütalbum im April 1988 veröffentlicht, das bei Elektra Records erschien. Kurz darauf kam das Stück auch als Single heraus. In den Blickpunkt der internationalen Öffentlichkeit gelangten das Lied und seine Schöpferin und Interpretin indessen durch Chapmans Liveauftritt in der britischen Hauptstadt London am 11. Juni 1988 beim Nelson Mandela 70th Birthday Tribute Concert, einem Solidaritätskonzert aus Anlass des 70. Geburtstags des damals noch inhaftierten südafrikanischen Bürgerrechtlers und späteren Staatspräsidenten Nelson Mandela. Im Vereinigten Königreich war Fast Car als Singleauskopplung eine Woche vor diesem Konzert erschienen.
Das Konzert im Londoner Wembley-Stadion war von 74.000 Zuschauern besucht, und es wurde weltweit im Fernsehen von mehreren Hundert Millionen Menschen angesehen. Die 24-jährige, bis dahin nicht sonderlich bekannte Chapman trat zunächst mit einem Set von drei Stücken auf. Als der Superstar Stevie Wonder wegen eines technischen Problems nicht auftreten konnte, sprang sie ein und spielte zwei Songs: zunächst Fast Car, dann Across the Lines. Mit diesem Auftritt gelang ihr der internationale Durchbruch.

## Rezeption

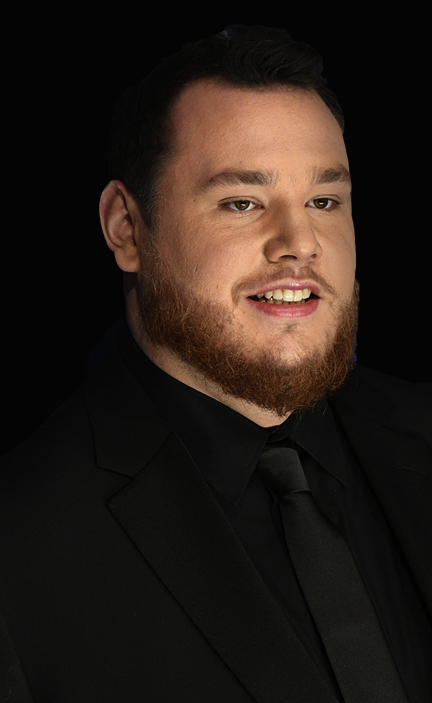
Luke Combs (2020)

Bei den Grammy Awards 1989 gewann Chapman drei Auszeichnungen, darunter für Fast Car diejenige der besten weiblichen Gesangsdarbietung.
In der Folge wurde das Stück von zahlreichen anderen Musikern gecovert, darunter Justin Bieber, Jonas Blue und Khalid. Im November 2023 verzeichnete die Plattform cover.info 34 Versionen des Liedes, auf secondhandsongs.com waren 92 Versionen verzeichnet.
Der amerikanische Country-Musiker Luke Combs brachte 2023 eine Version von Fast Car heraus und erreichte im Juli des Jahres damit den ersten Platz der Billboard-Charts-Hitliste Country Airplay, die er fünf Wochen lang anführte, und die Nr. 2 in den Billboard Hot 100. Ende September 2023 erreichte Combs mit dem Stück Platz 1 der Billboard Hot Country Songs. Auf Country Airplay war das Stück die erste Nr. 1 mit einer schwarzen Frau als alleiniger Autorin. Chapman äußerte sich überrascht, aber geehrt darüber, mit einem von ihr geschriebenen Stück in der Country-Hitparade vertreten zu sein, gratulierte Combs dazu und dankte ihm dafür, dem Song eine neue Zuhörerschaft erschlossen zu haben.
Im November 2023 wurden Tracy Chapman und Luke Combs bei den Country Music Association Awards mit jeweils einem Preis für Fast Car ausgezeichnet. Chapman erhielt den Preis für den besten Song. Sie wurde damit die erste in dieser Kategorie ausgezeichnete Person afroamerikanischer Herkunft in der 57-jährigen Geschichte der CMA Awards. Combs erhielt für seine Version des Stücks den Preis für die beste Single. Beide zusammen sangen Fast Car live bei der Verleihung der Grammy Awards 2024 am 4. Februar 2024. Kurz danach erreichte Fast Car die Spitze der Hitliste iTunes Top Songs – 36 Jahre nach seiner Erstveröffentlichung.

## Kommerzieller Erfolg

### Chartplatzierungen
| ChartsChartplatzierungen       | Höchstplatzierung | Wochen |
| ------------------------------ | ----------------- | ------ |
| Deutschland (GfK)              | 81 (1 Wo.)        | 1      |
| Vereinigte Staaten (Billboard) | 6 (22 Wo.)        | 22     |
| Vereinigtes Königreich (OCC)   | 4 (47 Wo.)        | 47     |

| ChartsJahrescharts (1988)      | Platzierung |
| ------------------------------ | ----------- |
| Vereinigte Staaten (Billboard) | 76          |
| Vereinigtes Königreich (OCC)   | 87          |

| ChartsJahrescharts (2011)    | Platzierung |
| ---------------------------- | ----------- |
| Vereinigtes Königreich (OCC) | 78          |

| ChartsChartplatzierungen               | Höchstplatzierung | Wochen |
| -------------------------------------- | ----------------- | ------ |
| Vereinigte Staaten (Billboard)         | 2 (32 Wo.)        | 32     |
| Vereinigte Staaten (Billboard Country) | 1 (32 Wo.)        | 32     |
| Vereinigtes Königreich (OCC)           | 30 (28 Wo.)       | 28     |

| ChartsJahrescharts (2023)              | Platzierung |
| -------------------------------------- | ----------- |
| Vereinigte Staaten (Billboard)         | 8           |
| Vereinigte Staaten (Billboard Country) | 4           |

| ChartsJahrescharts (2024)      | Platzierung |
| ------------------------------ | ----------- |
| Vereinigte Staaten (Billboard) | 23          |

### Auszeichnungen für Musikverkäufe
| Land/Region                  | Auszeichnungen für Musikverkäufe (Land/Region, Auszeichnung, Verkäufe) | Verkäufe  |
| ---------------------------- | ---------------------------------------------------------------------- | --------- |
| Dänemark (IFPI)              | 2× Platin                                                              | 180.000   |
| Italien (FIMI)               | Platin                                                                 | 50.000    |
| Kanada (MC)                  | 8× Platin                                                              | 640.000   |
| Neuseeland (RMNZ)            | 5× Platin                                                              | 150.000   |
| Spanien (Promusicae)         | Platin                                                                 | 60.000    |
| Vereinigtes Königreich (BPI) | 4× Platin                                                              | 2.400.000 |
| Insgesamt                    | 21× Platin ·                                                           | 3.480.000 |

| Land/Region                  | Auszeichnungen für Musikverkäufe (Land/Region, Auszeichnung, Verkäufe) | Verkäufe  |
| ---------------------------- | ---------------------------------------------------------------------- | --------- |
| Australien (ARIA)            | 6× Platin                                                              | 420.000   |
| Kanada (MC)                  | 7× Platin                                                              | 560.000   |
| Neuseeland (RMNZ)            | 2× Platin                                                              | 60.000    |
| Vereinigte Staaten (RIAA)    | 7× Platin                                                              | 7.000.000 |
| Vereinigtes Königreich (BPI) | Platin                                                                 | 600.000   |
| Insgesamt                    | 23× Platin ·                                                           | 8.640.000 |